# The Three Caballeros
The Three Caballeros (literalment en català "Els tres cavallers") és una pel·lícula estatunidenca musical d'animació de 1944, produïda per Walt Disney Pictures i distribuïda per RKO Pictures.
És una aventura ambientada en diversos llocs de l'Amèrica Llatina, combinant l'acció-real (live-action) i l'animació. És protagonitzada per l'Ànec Donald, a qui en el transcurs de la pel·lícula se suma el seu vell amic José Carioca, el lloro fumador de cigars que ja va aparèixer a Saludos Amigos (1943) i més endavant se'ls uneix un nou amic: el gall Panchito Pistoles. Els personatges de José Carioca i Panchito Pistoles representen, respectivament, els països del Brasil i Mèxic. El guió de la pel·lícula està estructurat com una sèrie d'auto-segments, enllaçats per escenes on l'Ànec Donald engega un reproductor de cinema o obre regals d'aniversari.

## Argument
Donald Duck rep com a regal d'aniversari una enorme capsa. Hi descobreix un projector cinematogràfic, bobines de pel·lícules, un llibre i un disc. Contenen records i informacions sobre Amèrica del Sud i Mèxic que li permeten trobar els seus amics José Carioca i Panchito Pistoles, un gall vestit de mariachi.
Donald mira llavors la primera bobina titulada « Ocells estranys» però la seqüència es descompon en diverses parts. La primera es diu El Pingüí de sang freda (The Cold-Blooded Penguin ). Conta la història de Pablo el pingüí , animal que no aconsegueix acostumar-se a la seva Antàrtida natal i prefereix marxar cap a mars més calents d'Amèrica Llatina. És seguida per la història del mític ocell aracuà. Al final d'aquesta part, l'araucà surt de la pantalla per donar la mà a Donald.

## Música
La música de la part mexicana va ser escrita pel compositor mexicà Manuel Esperón, autor de les partitures de més de 540 pel·lícules mexicanes de l'edat d'or del cinema mexicà. Walt Disney, després d'haver vist el seu èxit en la indústria cinematogràfica mexicana, li va trucar personalment per demanar-li que participés en la pel·lícula. La cançó principal de la pel·lícula és "Jalisco no te rajes", una de les cançons més famoses d'Esperón.
Diverses estrelles llatinoamericanes del cinema de l'època van aparèixer a la pel·lícula, com ara les cantants Aurora Miranda (germana de Carmen Miranda) i Dora Luz, així com la ballarina Carmen Molina.

## Nominacions
La pel·lícula va ser nominada als Oscar en les candidatures de millor banda sonora i millor so.